# Batalha de Los Pozos
A batalha de Los Pozos ocorreu em 11 de junho de 1826 no Rio da Prata, em frente à cidade de Buenos Aires, em uma área de profundidade relativamente maior (daí o nome Los Pozos) e em vista da cidade, entre a frágil esquadra argentina e a frota do Império do Brasil, vencendo o primeiro.

## Antecedentes
Em 10 de dezembro de 1825, o Império do Brasil, que havia invadido todo o Uruguai, alegando que as Províncias Unidas do Rio da Prata haviam apoiado a expedição dos Trinta e Três Orientais e incentivado os uruguaios a se libertarem da ocupação brasileira, declarou guerra às Províncias Unidas ao qual o atual Estado uruguaio havia sido reintegrado durante o Congresso da Flórida.
Em 21 de dezembro de 1825, uma poderosa esquadra imperial sob o comando do vice-almirante brasileiro Rodrigo José Ferreira Lobo bloqueou Buenos Aires.
Nessa época, o Governo de Buenos Aires convocou o marinheiro irlandês Guillermo Brown, que havia se naturalizado argentino (48), e em 12 de janeiro de 1826, conferiu-lhe, com o posto de coronel-mor, o comando da esquadra composta por pouquíssimas forças: os bergantins General Balcarce e General Belgrano e uma antiga canhoneira, a Correntina.
Brown então demonstrou outra faceta de sua capacidade: organização; 12 canhoneiras foram imediatamente incorporadas e logo o número de embarcações foi aumentado através da aquisição da fragata Veinticinco de Mayo, dos brigues Congreso Nacional e República Argentina e das escunas Sarandí e Pepa. O almirante içou seu alferes na fragata Veinticinco de Mayo.
As primeiras ações contra a frota brasileira ocorreram em 9 de fevereiro de 1826. Durante a batalha, a fragata Itaparica, capitânia do almirante brasileiro, sofreu sérios danos.

## Combate

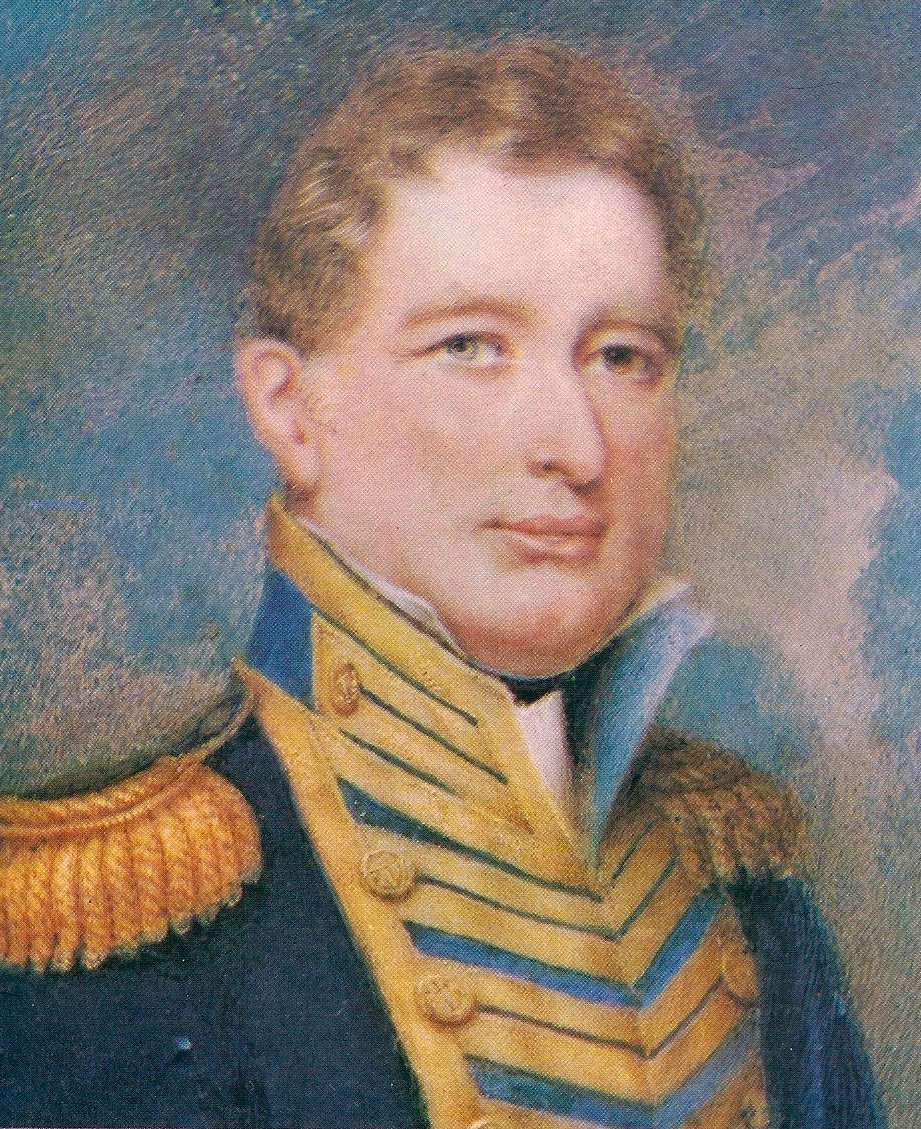
Retrato do marinheiro irlandês Guillermo Brown.

Em 10 de junho de 1826, uma poderosa força brasileira apareceu diante de Buenos Aires, composta por 31 navios. Brown tinha apenas 4 navios e 7 canhoneiras, mas dirigindo-se à sua tripulação ele os hostilizou com estas palavras:
Marinheiros e soldados da República: vocês veem aquela grande montanha flutuante? São os 31 navios inimigos! Mas não penses que o vosso general tem a menor apreensão, pois ele não duvida da vossa coragem e espera que imiteis o vigésimo quinto de Maio, que será afundado em vez de rendido. Camaradas: confiança na vitória, disciplina e três aplausos à Pátria!

Guilherme Castanho
Momentos depois, o capitão do navio de Brown deu a ordem:
"Fogo de pasto que o povo nos contempla!" 
Pouco antes das 14 horas, a ação foi desencadeada em toda a linha. A expectativa da multidão na costa foi aumentada pela presença de outros navios que estavam a pleno vapor no local do combate. Foi o comandante Leonardo Rosales que veio em auxílio do almirante com a escuna Rio da Prata e o mesmo foi feito por Nicolás Jorge com o brigadeiro-general Balcarce. Para facilitar a manobra desses dois navios, Brown atacou um dos mais poderosos navios brasileiros, a fragata Nitcheroy, com canhoneiras frágeis, e quando a fumaça se dissipou do combate viu-se que a força inimiga estava recuando.
Houve uma morte do lado argentino.
Brown naquele dia recebeu do povo de Buenos Aires as mais exaltadas provas de admiração e gratidão por essa vitória argentina chamada Batalha de Los Pozos.